# Von-Bernus-Park

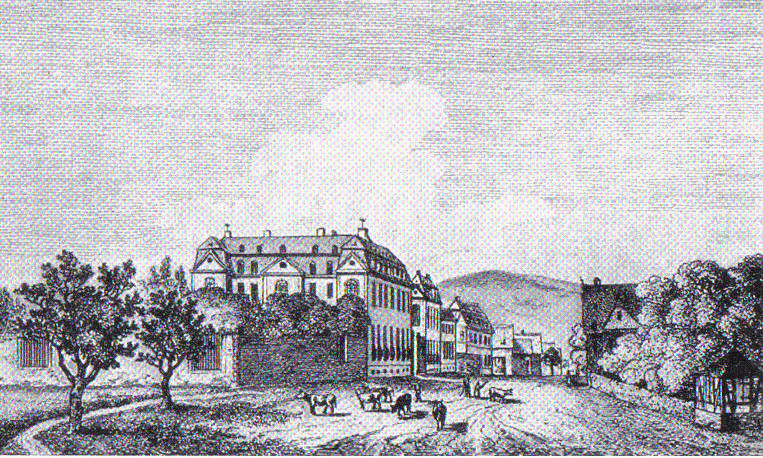
Das Bockenheimer Schloss mit Park im Jahr 1820, Ansicht von Südosten. Kupferstich von Johann Friedrich Morgenstern

Der Von-Bernus-Park, im lokalen Sprachgebrauch auch verkürzend Bernuspark genannt, ist eine 1,5 Hektar große öffentliche Grünanlage im Frankfurter Stadtteil Bockenheim. Der Park wurde im Jahr 1771 am Rande des damals selbständigen Dorfes Bockenheim als Privatpark angelegt. Dies geschah auf Veranlassung der Prinzessin Henriette Amalie von Anhalt-Dessau (eine Tochter von Leopold I., Fürst von Anhalt-Dessau), die dort einen Landsitz mit Herrenhaus erworben und in Form eines kleinen Schlosses zu ihrer Residenz hatte erweitern lassen. Die Gebäude auf dem Grundstück wurden im Zweiten Weltkrieg bei den Luftangriffen auf Frankfurt am Main von Fliegerbomben weitgehend zerstört und nicht wieder aufgebaut.

## Geschichte

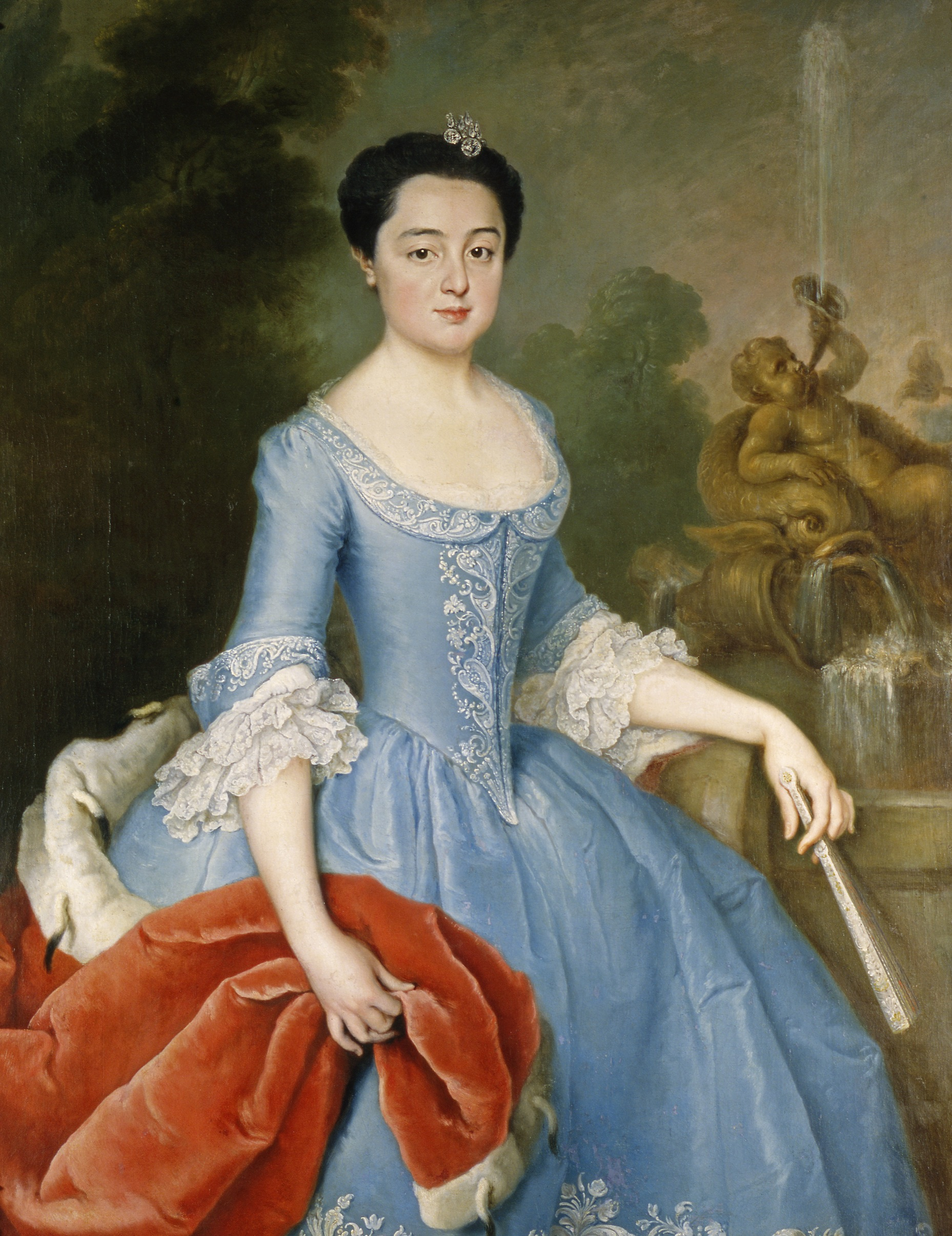
Prinzessin Henriette Amalie von Anhalt-Dessau

Henriette Amalie von Anhalt-Dessau (1720–1793) war als 21-Jährige infolge der Geburt eines unehelichen Sohnes von ihrem Vater Leopold I. vom Hof Anhalt verbannt und zwangsweise in einem Damenstift untergebracht worden. Im Jahr 1753 zog sie in das damals zur Grafschaft Hanau gehörende Dorf Bockenheim um und kaufte den erwähnten Landsitz sowie in den folgenden Jahren die benachbarten Grundstücke und landwirtschaftlichen Höfe auf. Die Prinzessin ließ dort landwirtschaftliche Betriebe – Obst- und Gemüse-Anbau, Viehzucht, Wein-Anbau und Apfelwein-Kelterei – einrichten, die zum wirtschaftlichen Erfolg wurden. In dem zur Residenz erweiterten Landsitz brachte sie unter anderem ihre Kunstsammlung unter und ließ den Garten auf dem Grundstück zu einem Park umgestalten. Im Jahr 1792 floh Henriette Amalie vor heranrückenden französischen Revolutionstruppen zurück nach Dessau und verstarb dort im darauf folgenden Jahr. Erst 1822 wurde die an ihrem „Schlösschen“ vorbeiführende Straße in Schloßstraße umbenannt.
1793 erwarb das Schloss der Frankfurter Bankier Abraham Chiron (1740–1823), Schwiegervater von Johann Georg Sarasin (1762–1847) und Johann Jakob Willemer (1760–1838), beide ebenfalls Frankfurter Bankiers und zudem Politiker. Von 1813 bis 1816 war es dann im Besitz der Stadt Frankfurt, welche darin während der Befreiungskriege 1813 bis 1815 ein Lazarett einrichtete. Ab 1823 gehörte das Schloß dann der Familie Brentano, bevor es 1856 in den Besitz von Emilie Stein (1804–1870), der Witwe des Frankfurter Stadtpfarrers Alexander Stein (1789–1833), gelangte. Diese war die Tochter des Bankiers Joachim Andreas Grunelius (1776–1852), dem Eigentümer des Bankhauses „Grunelius & Co.“. Frau Stein vererbte 1857 ihr Anwesen der Familie von Bernus, die wiederum dem Bankhaus „Erlanger & Söhne“ nahe stand. Die Familie von Bernus veranlasste weitere Umbauten, wodurch das Schloss seine letzte Gestalt erhielt. Während des Zweiten Weltkrieges wurde es der Stadt Frankfurt als Jugendheim überlassen und fiel am 12. September 1944 einem alliierten Luftangriff zum Opfer. Nach dem Krieg verkaufte die Familie von Bernus das Grundstück an eine Baugesellschaft der Stadt Frankfurt, welche darauf ein großes Mietshaus errichten ließ. Übrig blieben nur noch Reste des Parks, welcher heute den Namen „Von-Bernus-Park“ trägt.

## Lage und Gestaltung des Parks

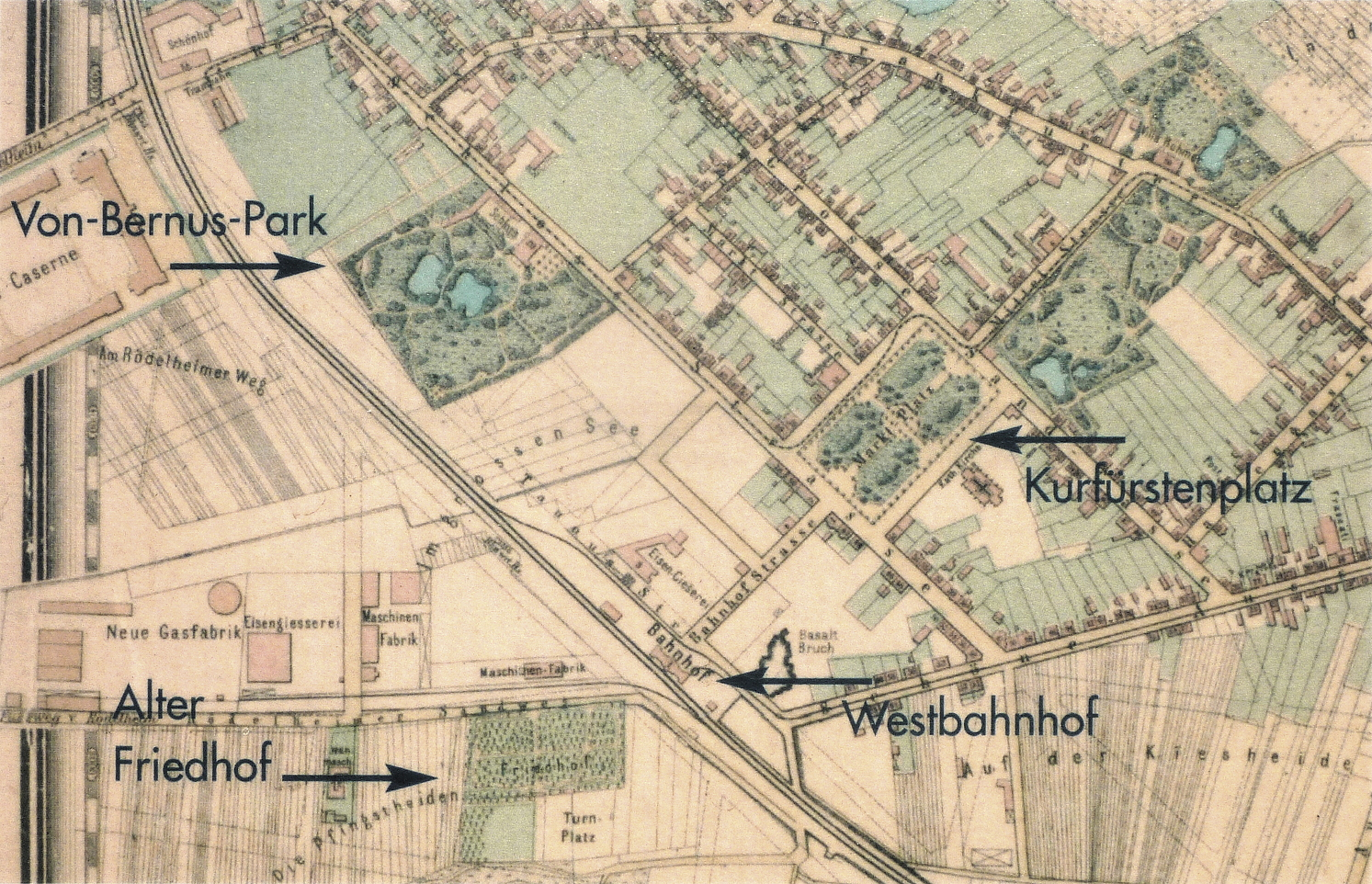
Lage des von-Bernus-Parks (um 1873)

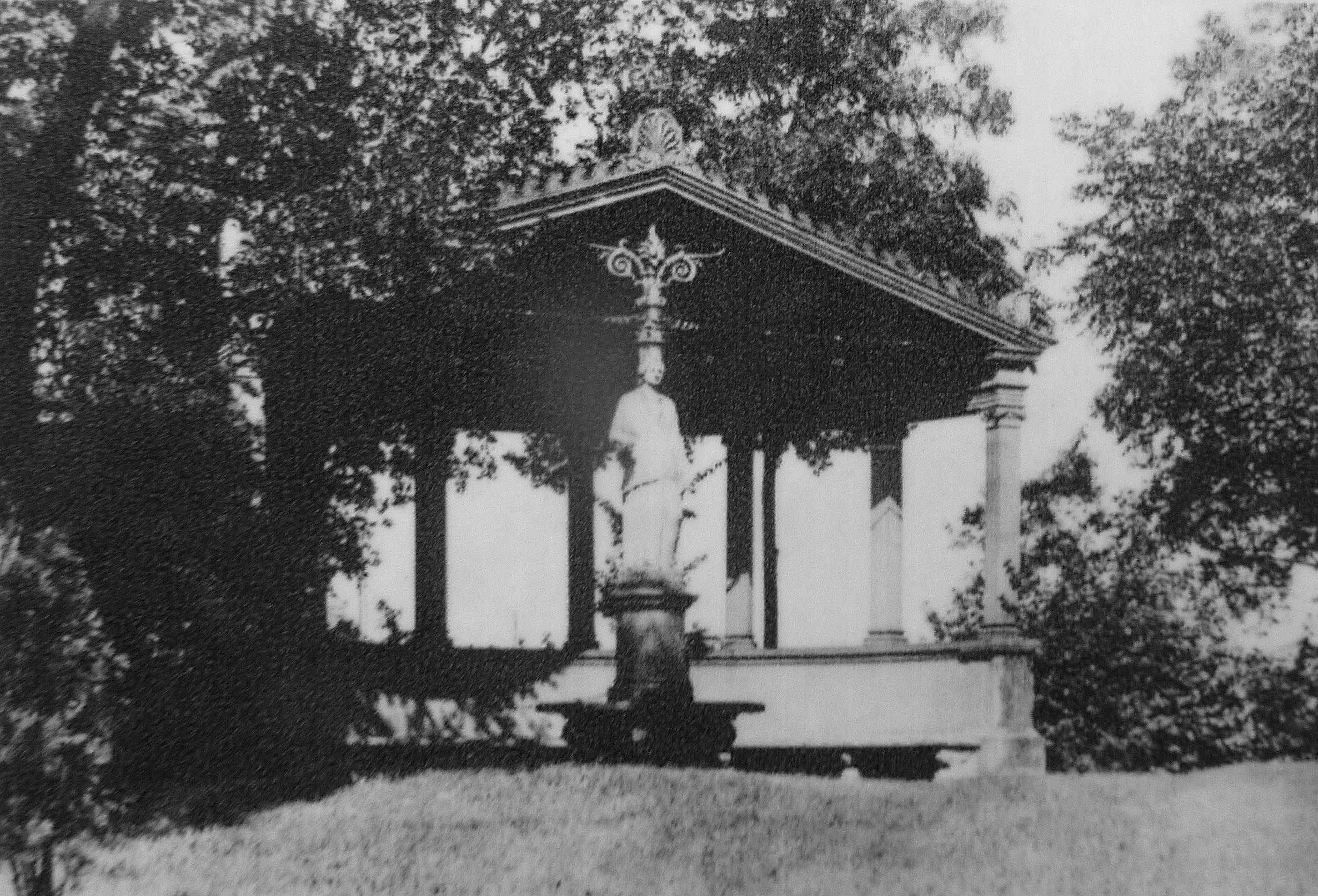
Der „Tempel“ (nur in Bauresten erhalten) in der westlichen Ecke des Parks im Jahr 1900

Der ursprünglich viereckige Grundriss des Von-Bernus-Parks wurde nach 1945 durch Verkauf von Randteilen der Anlage als Bauland aufgelöst; der heutige Grundriss des Parks ist daher ein unregelmäßiges Vieleck. Die Gestaltung des verbliebenen Teils der Anlage lässt Einflüsse der Architektur des Englischen Landschaftsgartens erkennen. Trotz der beschränkten Grundfläche von 1,5 ha versuchte die gartenarchitektonische Gestaltung zur Zeit der Entstehung des Parks, perspektivische Eindrücke von Weite entstehen zu lassen.
Eine Besonderheit des Bernusparks ist sein Bestand an wertvollen exotischen Bäumen. Dazu zählen die Amerikanische Gleditschie (Gleditsia triacanthos), die Hickorynuss (Carya), der Tulpenbaum (Liriodendron) und der Blasenbaum (Koelreuteria). In der Mitte des Parks liegt ein kleiner Teich mit asymmetrisch geformtem Grundriss, der im 18. Jahrhundert zeitgleich mit der Errichtung des Schlosses angelegt worden war. Ebenfalls aus dieser Zeit stammt die schmale Zierbrücke aus Bruchsteinmauerwerk, die den Teich an dessen in seiner Mitte gelegenen schmalsten Stelle überquert. Der Teich ist rundum von einem Parkweg umschlossen, eine Steintreppe und eine künstlich angelegte Sandbucht führen zum Ufer. Da das Gewässer keinen natürlichen Zufluss hat, wird es mit für diesen Zweck gefördertem Grundwasser gespeist.

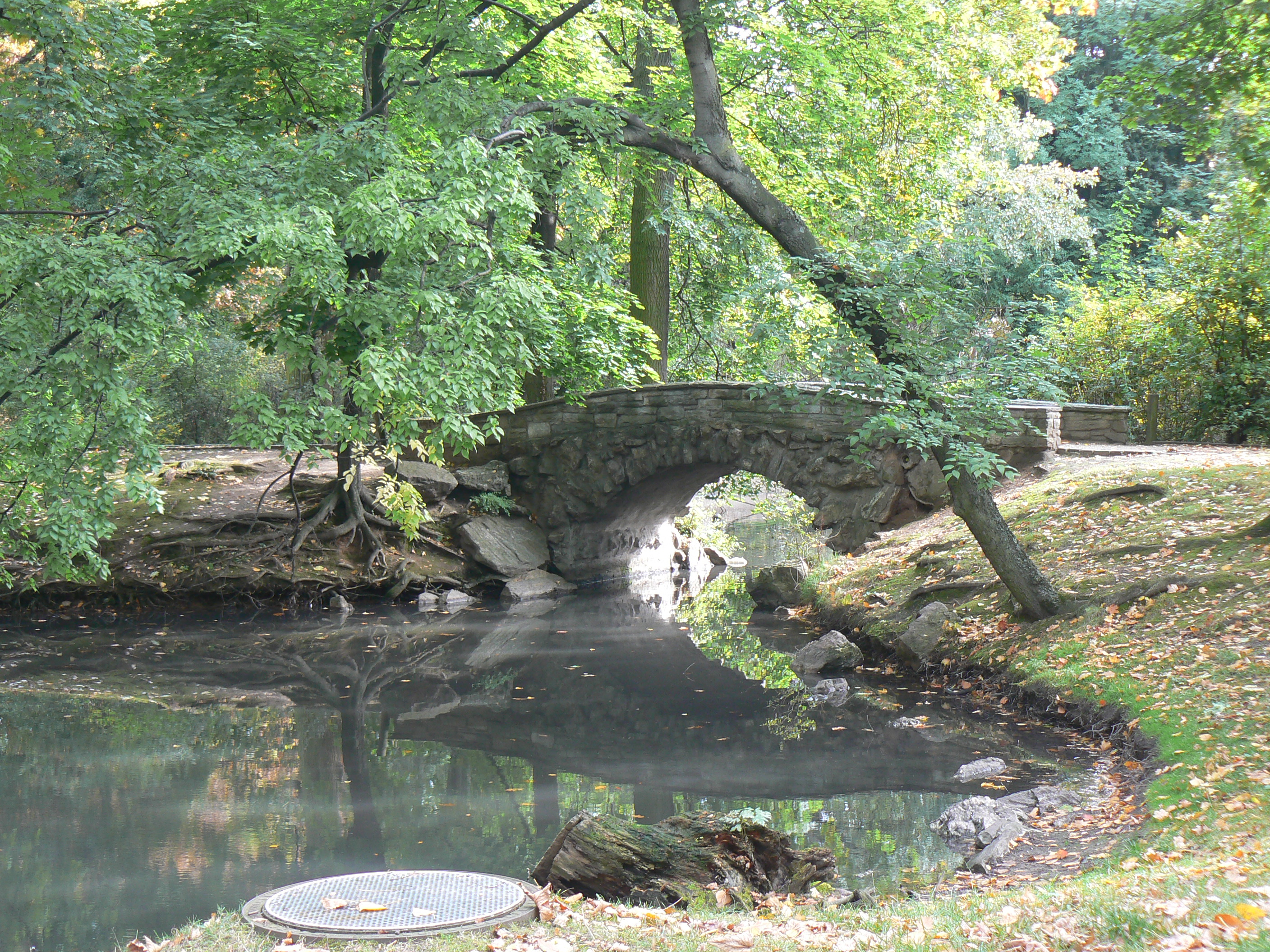
Teich mit Zierbrücke aus dem 18. Jahrhundert im Von-Bernus-Park

Der Von-Bernus-Park ist vollständig von Mauern und Zäunen umgrenzt und hat insgesamt vier Zugänge: von der Schloßstraße, der Werrastraße, der Schönhofstraße und von der Salvador-Allende-Straße aus. Das schmiedeeiserne Tor von der Schönhofstraße mit Pfeilern aus rotem Sandstein ist ein Überrest der originalen Anlage aus dem 18. Jahrhundert.
Von 2014 bis 2015 wurde der Von-Bernus-Park saniert. Hierzu wurden die Fußwege deutlich erweitert und neu befestigt, der Eingang Schloßstrasse verbreitert, die Grünflächen teilweise verkleinert und umfassende Rodungen am vorhandenen Gehölz durchgeführt. Von der nördlich angrenzenden Salvador-Allende-Straße aus wurde die historische Parkmauer durchbrochen, deren Reste restauriert und ein neuer zusätzlicher Zugang geschaffen. Die niedrige Mauer der Zierbrücke über den Teich wurde mit einem Geländer versehen, und die Ausstattung des Parks mit Bänken wurde erneuert.

## Verkehrsanbindung
Durch hohe Randbebauung mit mehrstöckigen Wohnhäusern und durch die Umgrenzungsmauern wirkt der Von-Bernus-Park von außerhalb betrachtet etwas unscheinbar und kann aus der Perspektive des Verkehrs von der Hauptverkehrsstraße Schloßstraße aus leicht übersehen werden. Die nächstgelegene Haltestelle der S-Bahn Rhein-Main ist die wenige Minuten Fußweg entfernte Station Westbahnhof, die Buslinie 36 der VgF hält ebenfalls in einigen Minuten Fußweg Entfernung an der Haltestelle Adalbert-/Schloßstraße. An der Schloßstraße befinden sich auch einige Parkplätze für den motorisierten Individualverkehr.